# Cheers (Drink to That)
Cheers (Drink to That) is de zevende single van het album Loud van de Barbadiaanse zangeres Rihanna.
Het nummer is geproduceerd door het Amerikaanse hiphop-duo  The Runners. In het nummer is een sample verwerkt van Avril Lavignes "I'm With You", van haar album uit 2002 Let Go. De single maakt deel uit van de setlist van de tour van Rihanna, de Loud Tour.
Eerder konden fans al kiezen of dit de vierde single werd, maar toen hebben ze gekozen voor California King Bed. Op de cover van de single zit Rihanna in een auto.
Rihanna zei tijdens een concert op 5 augustus dat een deel van de videoclip is opgenomen tijdens een optreden. Op donderdag 25 augustus kwam de video uit. Onder anderen  Jay-Z, Kanye West en Avril Lavigne zijn in de videoclip te zien.